# Eros Bellinelli
Eros Bellinelli (Bodio, 19 dicembre 1920 – Bedigliora, 30 aprile 2019) è stato un giornalista, autore televisivo, conduttore televisivo e radiofonico, dirigente pubblico e saggista svizzero.

## Biografia
Originario di Giubiasco, Bellinelli iniziò la carriera giornalistica nel 1941 come cachettista per Radio Monteceneri. Parallelamente tra il 1942 e il 1946 fu redattore culturale del quotidiano Libera Stampa, organo del Partito Socialista, in cui militò lungamente. Fu altresì tra i fondatori del premio letterario che prese il nome del giornale, ricoprendone le cariche di segretario e giurato.
Nel 1946 passò definitivamente a lavorare alla radio pubblica italo-elvetica con mansioni di caporedattore e quindi di coordinatore dei servizi culturali. Tra il 1973 e il 1985 fu nominato direttore della programmazione RTSI, sia per la radio che per la televisione; in totale, tra programmi, monografie e rubriche, ideò (spesso conducendoli personalmente) un'ottantina di format radiotelevisivi originali.
Fu inoltre curatore e impresario artistico ed editoriale: realizzò diverse iniziative espositive e la sua attività pubblicistica produsse decine di monografie d'argomento artistico, oltre a articoli e brani critici sui temi della scrittura, dell'arte e della politica. Fu cofondatore della casa editrice Pantarei.

## Opere
- Gisela Andersch Edizioni Pantarei, Lugano 1971.
- Jimmy Ortelli. Edizioni Pantarei, Lugano 1971.
- Pierre Casè. Edizioni Pantarei, Lugano-Massagno 1972.
- Dimitri Plescan. Edizioni Pantarei, Lugano 1976.
- Mauro Maulini. Edizioni Pantarei, Lugano 1978.
- L’opera grafica di Massimo Cavalli: 1947-1987. Edizioni del Convento vecchio, Astano 1988.
- Arte di frontiera: vent’anni della Galleria Tonino, 1967-1987. Edizioni del Convento vecchio, Astano 1989.
- La pittura di Sebastian Burckhardt. Edizioni del Convento vecchio, Astano 1989.
- Donazione Giovanni Bianconi., con Piero Bianconi e Rossana Cardani Vergani, Pinacoteca comunale Casa Rusca, Armando Dadò Editore, Locarno 1995.
- Strani e meravigliosi mestieri di un tempo: testi radiofonici di autori svizzeri italiani. Lugano: Radio svizzera di lingua italiana, Armando Dadò Editore, Locarno 2008.

### Su Eros Bellinelli
- Luca e Matteo Bellinelli, Eros Bellinelli (1920-2019). Oltre confini e frontiere, Edizioni Pantarei, Lugano 2021.